# Brueelia cyclothorax
Brueelia cyclothorax är en insektsart som först beskrevs av Hermann Burmeister 1838.  Brueelia cyclothorax ingår i släktet draklöss, och familjen fjäderlöss. Inga underarter finns listade i Catalogue of Life.